# Hortophora tatianeae
Hortophora tatianeae es una especie de araña araneomorfa del género Hortophora, familia Araneidae. Fue descrita científicamente por Framenau & Castanheira en 2021.
Habita en Australia (Australia Meridional, Queensland, Nueva Gales del Sur, Victoria, Tasmania).